# Avoid Records

Avoid Records es un sello discográfico de rap, una de las más importantes a nivel nacional de este género musical. Desde el 2005 no edita ningún disco. Aunque nació en Valencia de la mano de Victor M. Giménez, fue trasladada posteriormente a Madrid. Por ella han pasado grupos de la talla de Eddine Saïd, Violadores del Verso, Falsalarma, Skratch Comando, Geronación, Solo los Solo, Payo Malo, Jazz Two.

## Artistas con trabajos editados por Avoid Records[2][3]
- Dave Bee
- Juan Profundo
- Dúo Kie
- Xinkoa
- Negro Ché
- Dogma Crew
- Zonah
- Konexión
- El Disop
- Eddine Saïd
- Falsalarma
- FJ Ramos
- Silvia Amal
- Poison
- Nona
- Tremendo
- Triple XXX
- Fill Back
- La Trama
- Griffi
- Dobleache
- Giro
- Payo Malo
- Violadores del Verso
- Geronación
- La Trama
- Jazz Two
- Ganda
- Falsa Identidad
- Pacto Entre Castellanos
- Solo los Solo
- Skratch Comando
- Shinoflow

## Discos editados[2][3]

### 1997
- Dave Bee "Comunicología Vol. 1"
- Geronación "Guerrila de Mc’s"

### 1998
- Solo los Solo "Retorno al Principio"
- Pacto Entre Castellanos "España es una Puta"
- Falsa Identidad "21"
- Ganda "Tras la Reja de Alambre"
- Solo los Solo "Pues Como No"
- Jazz Two "Pura Coincidencia"
- Jazz Two "Nomon."

### 1999
- La Trama "La Resistencia"
- Skratch Comando "Turntablist Invasion"
- Payo Malo "Tropiezos y Pasos"
- Dave Bee "Comunicología Vol. 2"
- Geronación "En El Sitio"
- Violadores del Verso "Genios"

### 2000
- Payo Malo "Indepleis Tu Vy"
- Giro "De Kioltape 2000"
- Falsalarma "No Hay Quien Nos Pare"
- Dobleache "Pobrecito Hablador"
- Griffi "Akay Lama En El Funkarreo Del 2015"
- La Trama "Jauría"

### 2001
- Fill Black "Fill Project"
- Tremendo "En Vibraciones"
- Nona "Nadie Como Yo"
- Pacto Entre Castellanos "Memorandum"
- Payo Malo "Con Tierra En Los Bolsillos"
- Poison "Ak-Rap-Erro"

### 2002
- Silvia Amal "Palabras de Libertad"
- FJ Ramos "Asuntos Turbios"
- Triple XXX "Sobran Palabras"
- Geronación "El Zulo"
- Falsalarma "La Misiva"
- Juan Profundo "Próximo Nivel"

### 2003
- Payo Malo "Equilibrio"
- Eddine Saïd "Onírica"
- Payo Malo "Con Un Ojo En La Espalda"
- Triple XXX "Barro Y Fuego"
- El Disop "Luces Y Sombras"
- Konexión "Destilando Stylo"
- Zonah "Tiempo De Perros"
- Dogma Crew "Antihéroes"
- Negro Ché "Herri Black – Under De Ground"
- Dogma Crew "Block Massacre"

### 2004
- Duo Kie "Barroco"
- Jesuly "To Se Tuerce"
- Geronación "Teatro"
- Jesuly "El Escorpión"
- Xinkoa "Y Lo Ke Me Kea"
- Geronación "Superhéroes del Underground"
- Duo Kie "Hoy No"

### 2005
- Juan Profundo "4º 4ª"
- Shinoflow "Adelantando Relojes"